# Hemiasphondylia mimosae
Hemiasphondylia mimosae är en tvåvingeart som beskrevs av Edwin Möhn 1960. Hemiasphondylia mimosae ingår i släktet Hemiasphondylia och familjen gallmyggor.
Artens utbredningsområde är El Salvador. Inga underarter finns listade i Catalogue of Life.